# Fuinha-de-dorso-cinzento
Fuinha-de-dorso-cinzento (Cisticola subruficapilla) é uma espécie de ave da família Cisticolidae.
Pode ser encontrada nos seguintes países: Angola, Namíbia e África do Sul.
Os seus habitats naturais são: matagal árido tropical ou subtropical e matagais mediterrânicos.